# Contuberni
Un contuberni del llatí contubernium, era la unitat més petita de l'exèrcit romà, constituïda per legionaris. Estava format per un grup de vuit homes, i hi havia 10 contubernis per centúria i 6 centúries per cohort, que tenia un total de 480 homes.
Cada contuberni podia tenir dos "servents" que conduïen les mules amb les tendes i l'equipament i les provisions dels legionaris durant els desplaçaments de les tropes. Aquests "servidors" eren també manescals, ferrers o fusters. Els soldats del contuberni compartien la mateixa tenda, o la mateixa habitació als barracons. En qualsevol cas, tant les tendes com els barracons només tenien sis llits, ja que dos dels seus membres estaven sempre de guàrdia. Els homes d'un contuberni eren castigats sempre col·lectivament. Si un dels seus membres cometia una infracció greu durant una batalla o era descobert en un delicte, la responsabilitat era de tots, i es podia arribar fins i tot a la delmació.
Un contuberni equivaldria a un escamot actual.
Segons Sext Pompeu Fest, els contubernales eren els soldats que formaven un contubernium. La paraula, segons ell, vindria de taberna i de tabernaculum, el nom original d'una tenda militar, que estava feta de tabulae. L'oficial que els manava s'anomenava decanus (amb autoritat sobre deu persones), i més tard caput contubernii.
En un sentit ampli, s'aplicava la paraula contubernales a persones que tenien establerts llaços d'amistat i vivien sota el mateix sostre, segons Ciceró i Plini el Jove, i quan una persona lliure i un esclau o esclava o dos esclaus, que no tenien permís per contraure matrimoni, vivien junts se'ls deia contubernales, i la seva relació i la forma de convivència s'anomenava contubernium.